# Відпущення гріхів
Відпущення гріхів (англ. Absolution) — британський трилер. Був знятий у 1978, але вийшов на екрани тільки в 1981, через відсутність прокатника.

## Сюжет
Головний герой — священник Ґоддар, викладач церковної школи для хлопчиків. А Блейк — звичайний волоцюга, що живе в лісі. Улюблений учень Ґоддар, хлопчик Бенджі, подружився з волоцюгою, але священник заборонив Бенджі бігати до нього в ліс. Незабаром Бенджі зізнався на сповіді у вбивстві Блейка. Сповіді тривають. Справа ускладнюється ще й тим, що один з учнів, Артур Дайсон, також один Стенфілд, таємничим чином зник. Бенджі зізнається в нових злочинах. Але священник не може заявити в поліцію, не порушивши таємницю сповіді!

## У ролях
- Річард Бартон / Richard Burton — священник Ґоддар,
- Домінік Ґуард / Dominic Guard — Бенджі Стенфілд,
- Девід Бредлі / David Bradley — Артур Дайсон,
- Біллі Конноллі / Billy Connolly — Блекі,
- Ендрю Кір / Andrew Keir — директор.

## Українське закадрове озвучення
Українською мовою фільм озвучено компанією «Хлопушка» у 1996 році. Ролі озвучували: Владислав Пупков і Анатолій Пашнін.